# Falsterbo
Falsterbo je grad u Švedskoj u sastavu županije Skåne i općine Vellinge.
Kombinacija dva gradića Falsterboa i Skanöra tvori grad Skanör med Falsterbo.

## Zemljopis
Grad se nalazi u južnoj Švedskoj na poluotoku Falsterbonäset u Baltičkom moru .

## Vanjske poveznice
- Skanör, Falsterbo u Općina Vellinge

### Ostali projekti
|  | Zajednički poslužitelj ima još gradiva o temi Falsterbo |